# Matthäus Klimesch
Matthäus Klimesch (auch Johann Matthäus Klimesch; tschechisch Matyáš Klimesch, Matouš Klimeš; * 26. August 1850 in Rossboden (Rozpoutí)  bei Kaplitz; † 13. April 1940 in Wien) war ein böhmischer Historiker und Heimatforscher.

## Leben
Matthäus Klimesch besuchte zunächst das deutsche Gymnasium in Budweis und anschließend ab 1871 das Stiftsgymnasium Seitenstetten. 1874 legte er am Ersten Staatsgymnasium in Graz die Hochschulreife ab und studierte danach an der Philosophischen Fakultät. 1880 legte er die Lehramtsprüfung für Geographie, Geschichte und Deutsch ab.
Bereits vor der Promotion zum Dr.-phil. 1885 erhielt Klimesch 1884 eine Hilfslehrerstelle an der Staatsgewerbeschule in Graz und ab dem Schuljahr 1888/89 daselbst eine Lehrerstelle am Zweiten Staatsgymnasium. 1891 wurde er Professor an der deutschen Lehrerbildungsanstalt in Prag und ab 1895 zum Professor am Staatsobergymnasium in Laibach berufen, wo ihm auch die Schriftleitung der Laibacher Schulzeitung oblag. 1914 wurde er in den Ruhestand versetzt, siedelte zunächst nach Graz über und später zu seinem Sohn nach Wien.
Bekannt wurde Klimesch durch zahlreiche historische Forschungen und heimatgeschichtliche Aufsätze und Werke, die sich überwiegend mit der Besiedlungsgeschichte einzelner Ortschaften seiner engeren Heimat in Südböhmen befassen. Bereits während des Studiums schrieb er für das Budweiser Kreisblatt die Beiträge Die Burg Poreschin und Zur Geschichte der Burg Weleschin. Zudem verfasste er zahlreiche Aufsätze für die Zeitschriften Der Böhmenwald und Waldheimat sowie für die Mitteilungen des Vereins für Geschichte der Deutschen in Böhmen.
Besondere Verdienste erwarb sich Matthäus Klimesch mit der Herausgabe der von Norbert Heermann ins Deutsche übersetzten Rosenberg-Chronik, die nach 1594 vom rosenbergischen Archivar Václav Březan in tschechischer Sprache verfasst worden war. Die Übersetzung wurde von Matthäus Klimesch mittels Fußnoten bearbeitet und 1897 unter dem Titel Norbert Heermann's Rosenberg'sche Chronik im Verlag der Königlichen böhmischen Gesellschaft der Wissenschaften in Prag gedruckt.
Matthäus Klimesch war drei Mal verheiratet. Seinen Ehen entstammten fünf Söhne und eine Tochter. Er starb in Wien und wurde im Familiengrab in Kaplitz beigesetzt. An seinem Wohnhaus im XVI. Wiener Bezirk in der Grundsteingasse 7 wurde 1952 eine Gedenktafel angebracht.

## Werke und Aufsätze (Auswahl)
- Die Herren von Michelsberg als Besitzer von Weleschin. Eine genealogische Studie. Dissertation, Universität Graz, 1885, S. 1–121 (handschriftlich; PDF-Download).
- Norbert Heermanns Rosenberg’sche Chronik. Verlag der Königlichen Böhmischen Gesellschaft der Wissenschaften, Prag 1897.
- Urkunden und Regesten zur Geschichte des Gutes Poreschin im 14. und 15. Jahrhundert. Verlag der Königlichen Böhmischen Gesellschaft der Wissenschaften, Prag 1889.
- Urkunden- und Regestenbuch des ehemaligen Klarissinnenklosters Krummau. Verein für Geschichte der Deutschen in Böhmen, Prag 1904.
- Die Ortsnamen im südlichen und südwestlichen Böhmen. In: Mitteilungen des Vereines für Geschichte der Deutschen in Böhmen. Prag 1909–1911.
- Geschichtsschreiber des ehemaligen Cistercienserstiftes Goldenkron. In: Mitteilungen des Vereines für Geschichte der Deutschen in Böhmen. Band 32, 1894, S. 158–170.
- Über die älteste tschechische Urkunde des Stiftes Schlägl. In: Mitteilungen des Vereines für Geschichte der Deutschen in Böhmen. Band 24, 1886, S. 423–428.
- Zur älteren Geschichte von Kaplitz.
- Die deutschen Ortschaften der Kaplitzer Bezirkshauptmannschaft nach ihrer Anlage und der Aufteilung ihrer Fluren.
- Der Besitz der Prämonstratenserklöster Strahov, Mühlhausen und Schlägl in Südböhmen.
- Zur Geschichte des Laibacher Gymnasiums. Laibach 1896 (slowenisch).
- Heinrichs des Ersten von Rosenberg Verwandtschaft mit dem Habsburger Albrecht I. Laibach 1912 (slowenisch).

Die von Klimesch ebenfalls verfasste Geschichte des Bezirkes Kaplitz wurde nicht gedruckt. Das Manuskript gilt als verschollen.